# Campionato cipriota di pallavolo femminile
Il campionato cipriota di pallavolo femminile è un insieme di tornei pallavolistici per squadre di club cipriote, istituiti dalla Federazione pallavolistica di Cipro.

## Struttura
- Campionati nazionali professionistici:

A' katīgoria: a girone unico, partecipano otto squadre.
- Campionati nazionali non professionistici:

B1' katīgoria: a girone unico, partecipano otto squadre.
B2' katīgoria: a girone unico, partecipano otto squadre.
- Campionati locali non professionistici.